# Hugo I. (Ponthieu)
Hugo I. († um 1000) war ein Herr des Ponthieu und Stammvater des Hauses Ponthieu.
Seine Existenz ist lediglich aus einer Chronik der Abtei Saint-Riquier belegt, laut der er ein Ritter (militem) und Schwiegersohn des dux und späteren Königs Hugo Capet war, dessen Tochter Gisela seine Frau war. Von seinem Schwiegervater erhielt er wohl um 981 die Burg Abbeville und die dauernde Kontrolle über die Klosterzelle Forestmontier als Lehen, außerdem wurde er zum erblichen advocatus der Abtei, also zu deren Beschützer ernannt. Zusammengefasst entsprach das ihm anvertraute Land in seinem Umfang dem alten karolingischen pagus pontivus.
Er selbst führte nicht den Grafentitel, den nahm erst sein Sohn Enguerrand I. an. Ein zweiter Sohn hieß Guido, der als Abt von Saint-Riquier amtierte.
Inwiefern er mit den im späten 9. und frühen 10. Jahrhundert in Montreuil ansässigen Grafen verwandt gewesen war, ist nicht festzustellen.